# Mörttjärnen (Burträsks socken, Västerbotten, 718089-171080)
Mörttjärnen är en sjö i Skellefteå kommun i Västerbotten och ingår i Bureälvens huvudavrinningsområde.